# Honduras en la Copa Mundial de Fútbol de 2010
La Selección de Honduras fue uno de los 32 equipos participantes de la Copa Mundial de Fútbol de 2010, que se realizó en Sudáfrica.
Entre sus jugadores destacan figuras como Noel Valladares, Amado Guevara, Wilson Palacios, David Suazo y Carlos Pavón, bajo la conducción técnica del entrenador Reinaldo Rueda.

## Clasificación
Honduras comenzó su proceso clasificatorio en la tercera fase, siendo ubicada en el Grupo 2. Luego de quedar en la primera posición, la selección de Honduras se clasificó para disputar el hexagonal final (cuarta fase) en el año 2009.

### Segunda fase
| Fecha               | Lugar          |             |                     | Resultado |                     |             |
| ------------------- | -------------- | ----------- | ------------------- | --------- | ------------------- | ----------- |
| 4 de junio de 2008  | San Pedro Sula | Honduras    | Bandera de Honduras | 4:0 (1:0) |                     | Puerto Rico |
| 14 de junio de 2008 | Bayamón        | Puerto Rico |                     | 2:2 (2:1) | Bandera de Honduras | Honduras    |

### Tercera fase
| Equipo   | Pts | PJ | PG | PE | PP | GF | GC | Dif |
| -------- | --- | -- | -- | -- | -- | -- | -- | --- |
| Honduras | 12  | 6  | 4  | 0  | 2  | 9  | 5  | 4   |
| México   | 10  | 6  | 3  | 1  | 2  | 9  | 6  | 3   |
| Jamaica  | 10  | 6  | 3  | 1  | 2  | 6  | 7  | -1  |
| Canadá   | 2   | 6  | 0  | 2  | 4  | 7  | 11 | -4  |

| Fecha                    | Lugar            |          |                     | Resultado |                     |          |
| ------------------------ | ---------------- | -------- | ------------------- | --------- | ------------------- | -------- |
| 20 de agosto de 2008     | Ciudad de México | México   | Bandera de México   | 2:1 (0:1) | Bandera de Honduras | Honduras |
| 6 de septiembre de 2008  | Montreal         | Canadá   | Bandera de Canadá   | 1:2 (1:0) | Bandera de Honduras | Honduras |
| 10 de septiembre de 2008 | San Pedro Sula   | Honduras | Bandera de Honduras | 2:0 (0:0) | Bandera de Jamaica  | Jamaica  |
| 11 de octubre de 2008    | San Pedro Sula   | Honduras | Bandera de Honduras | 3:1 (1:0) | Bandera de Canadá   | Canadá   |
| 15 de octubre de 2008    | Kingston         | Jamaica  | Bandera de Jamaica  | 1:0 (1:0) | Bandera de Honduras | Honduras |
| 19 de noviembre de 2008  | San Pedro Sula   | Honduras | Bandera de Honduras | 1:0 (0:0) | Bandera de México   | México   |

### Cuarta fase
Luego del primer lugar en el Grupo 2 de la tercera fase, Honduras jugó en el hexagonal final, quedando en el tercer lugar y se clasificó directamente para jugar la Copa Mundial de Fútbol.
| Equipo            | Pts | PJ | PG | PE | PP | GF | GC | Dif |
| ----------------- | --- | -- | -- | -- | -- | -- | -- | --- |
| Estados Unidos    | 20  | 10 | 6  | 2  | 2  | 19 | 13 | 6   |
| México            | 19  | 10 | 6  | 1  | 3  | 18 | 12 | 6   |
| Honduras          | 16  | 10 | 5  | 1  | 4  | 17 | 11 | 6   |
| Costa Rica        | 16  | 10 | 5  | 1  | 4  | 15 | 15 | 0   |
| El Salvador       | 8   | 10 | 2  | 2  | 6  | 9  | 15 | -6  |
| Trinidad y Tobago | 6   | 10 | 1  | 3  | 6  | 10 | 22 | -12 |

| L\V                          | Bandera de Costa Rica | Bandera de Estados Unidos | Bandera de El Salvador | Bandera de Honduras | Bandera de México | Bandera de Trinidad y Tobago |
| Bandera de Costa Rica        |                       | 3:1                       | 1:0                    | 2:0                 | 0:3               | 4:0                          |
| Bandera de Estados Unidos    | 2:2                   |                           | 2:1                    | 2:1                 | 2:0               | 3:0                          |
| Bandera de El Salvador       | 1:0                   | 2:2                       |                        | 0:1                 | 2:1               | 2:2                          |
| Bandera de Honduras          | 4:0                   | 2:3                       | 1:0                    |                     | 3:1               | 4:1                          |
| Bandera de México            | 2:0                   | 2:1                       | 4:1                    | 1:0                 |                   | 2:1                          |
| Bandera de Trinidad y Tobago | 2:3                   | 0:1                       | 1:0                    | 1:1                 | 2:2               |                              |

| Fecha                   | Lugar            |                   |                              | Resultado                                                           |                              |                   |
| ----------------------- | ---------------- | ----------------- | ---------------------------- | ------------------------------------------------------------------- | ---------------------------- | ----------------- |
| 11 de febrero de 2009   | San José         | Costa Rica        | Bandera de Costa Rica        | 2:0 (0:0) Archivado el 15 de febrero de 2009 en Wayback Machine.    | Bandera de Honduras          | Honduras          |
| 28 de marzo de 2009     | Puerto España    | Trinidad y Tobago | Bandera de Trinidad y Tobago | 1:1 (0:0) Archivado el 1 de abril de 2009 en Wayback Machine.       | Bandera de Honduras          | Honduras          |
| 1 de abril de 2009      | San Pedro Sula   | Honduras          | Bandera de Honduras          | 3:1 (2:0) Archivado el 2 de abril de 2009 en Wayback Machine.       | Bandera de México            | México            |
| 6 de junio de 2009      | Chicago          | Estados Unidos    | Bandera de Estados Unidos    | 2:1 (1:1) Archivado el 11 de junio de 2009 en Wayback Machine.      | Bandera de Honduras          | Honduras          |
| 10 de junio de 2009     | San Pedro Sula   | Honduras          | Bandera de Honduras          | 1:0 (1:0) Archivado el 14 de junio de 2009 en Wayback Machine.      | Bandera de El Salvador       | El Salvador       |
| 12 de agosto de 2009    | San Pedro Sula   | Honduras          | Bandera de Honduras          | 4:0 (1:0) Archivado el 14 de agosto de 2009 en Wayback Machine.     | Bandera de Costa Rica        | Costa Rica        |
| 5 de septiembre de 2009 | San Pedro Sula   | Honduras          | Bandera de Honduras          | 4:1 (2:0) Archivado el 8 de septiembre de 2009 en Wayback Machine.  | Bandera de Trinidad y Tobago | Trinidad y Tobago |
| 9 de septiembre de 2009 | Ciudad de México | México            | Bandera de México            | 1:0 (0:0) Archivado el 10 de septiembre de 2009 en Wayback Machine. | Bandera de Honduras          | Honduras          |
| 10 de octubre de 2009   | San Pedro Sula   | Honduras          | Bandera de Honduras          | 2:3 (0:0) Archivado el 13 de octubre de 2009 en Wayback Machine.    | Bandera de Estados Unidos    | Estados Unidos    |
| 14 de octubre de 2009   | San Salvador     | El Salvador       | Bandera de El Salvador       | 0:1 (0:0) Archivado el 15 de octubre de 2009 en Wayback Machine.    | Bandera de Honduras          | Honduras          |

## Jugadores
| #  | Nombre              | Posición      | Edad | PJ Sel | Club                |
| -- | ------------------- | ------------- | ---- | ------ | ------------------- |
| 1  | Ricardo Canales     | Portero       | 27   | 2      | Motagua             |
| 2  | Osman Chávez        | Defensa       | 25   | 26     | Platense            |
| 3  | Maynor Figueroa     | Defensa       | 27   | 66     | Wigan Athletic      |
| 4  | Johnny Palacios     | Defensa       | 23   | 4      | Olimpia             |
| 5  | Víctor Bernárdez    | Defensa       | 28   | 40     | Anderlecht          |
| 6  | Hendry Thomas       | Mediocampista | 25   | 39     | Wigan Athletic      |
| 7  | Ramón Núñez         | Mediocampista | 25   | 16     | Olimpia             |
| 8  | Wilson Palacios     | Mediocampista | 25   | 69     | Tottenham Hotspur   |
| 9  | Carlos Pavón        | Delantero     | 36   | 98     | Real España         |
| 10 | Julio César de León | Delantero     | 30   | 73     | Torino              |
| 11 | David Suazo         | Delantero     | 30   | 50     | Genoa               |
| 12 | Georgie Welcome     | Delantero     | 25   | 11     | Motagua             |
| 13 | Roger Espinoza      | Delantero     | 23   | 10     | Kansas City Wizards |
| 14 | Oscar Boniek García | Defensa       | 25   | 42     | Olimpia             |
| 15 | Walter Martínez †   | Delantero     | 28   | 34     | Marathón            |
| 16 | Mauricio Sabillón   | Defensa       | 31   | 25     | Marathón            |
| 17 | Edgard Álvarez      | Mediocampista | 30   | 46     | Bari                |
| 18 | Noel Valladares     | Portero       | 33   | 71     | Olimpia             |
| 19 | Danilo Turcios      | Mediocampista | 32   | 82     | Olimpia             |
| 20 | Amado Guevara       | Mediocampista | 34   | 133    | Motagua             |
| 21 | Emilio Izaguirre    | Defensa       | 24   | 39     | Motagua             |
| 22 | Donis Escober       | Portero       | 30   | 11     | Olimpia             |
| 23 | Sergio Mendoza      | Defensa       | 29   | 3      | Motagua             |
| DT | Reinaldo Rueda      |               |      |        |                     |

## Participación

### Grupo H
| Equipo   | Pts | PJ | PG | PE | PP | GF | GC | Dif |
| -------- | --- | -- | -- | -- | -- | -- | -- | --- |
| España   | 6   | 3  | 2  | 0  | 1  | 4  | 2  | 2   |
| Chile    | 6   | 3  | 2  | 0  | 1  | 3  | 2  | 1   |
| Suiza    | 4   | 3  | 1  | 1  | 1  | 1  | 1  | 0   |
| Honduras | 1   | 3  | 0  | 1  | 2  | 0  | 3  | -3  |

| 16 de junio de 2010, 13:30 | Honduras | 0:1 (0:1) | Chile          | Estadio Mbombela, Nelspruit                                           |                                                                       |
|                            |          | Reporte   | Beausejour 33' | Asistencia: 32.664 espectadores Árbitro(s): Eddy Maillet (Seychelles) | Asistencia: 32.664 espectadores Árbitro(s): Eddy Maillet (Seychelles) |

| 21 de junio de 2010, 20:30 | España         | 2:0 (1:0) | Honduras | Estadio Ellis Park, Johannesburgo                                    |                                                                      |
|                            | Villa 16', 50' | Reporte   |          | Asistencia: 54.386 espectadores Árbitro(s): Yuichi Nishimura (Japón) | Asistencia: 54.386 espectadores Árbitro(s): Yuichi Nishimura (Japón) |

| 25 de junio de 2010, 20:30 | Suiza | 0:0     | Honduras | Estadio Free State, Bloemfontein                                        |                                                                         |
|                            |       | Reporte |          | Asistencia: 28.042 espectadores Árbitro(s): Héctor Baldassi (Argentina) | Asistencia: 28.042 espectadores Árbitro(s): Héctor Baldassi (Argentina) |

## Estadísticas

### Posición final
Simbología:

Pts: puntos acumulados.

PJ: partidos jugados.

PG: partidos ganados.

PE: partidos empatados.

PP: partidos perdidos.

GF: goles a favor.

GC: goles en contra.

Dif: diferencia de goles.

Rend: rendimiento.
| Equipo | Equipo          | Pts | PJ | PG | PE | PP | GF | GC | Dif | Rend  |
| ------ | --------------- | --- | -- | -- | -- | -- | -- | -- | --- | ----- |
| 1      | España          | 18  | 7  | 6  | 0  | 1  | 8  | 2  | 6   | 85,7% |
| 2      | Países Bajos    | 18  | 7  | 6  | 0  | 1  | 12 | 6  | 6   | 85,7% |
| 3      | Alemania        | 15  | 7  | 5  | 0  | 2  | 16 | 5  | 11  | 71,4% |
| 4      | Uruguay         | 11  | 7  | 3  | 2  | 2  | 11 | 8  | 3   | 52,4% |
| 5      | Argentina       | 12  | 5  | 4  | 0  | 1  | 10 | 6  | 4   | 80,0% |
| 6      | Brasil          | 10  | 5  | 3  | 1  | 1  | 9  | 4  | 5   | 66,7% |
| 7      | Ghana           | 8   | 5  | 2  | 2  | 1  | 5  | 4  | 1   | 53,3% |
| 8      | Paraguay        | 6   | 5  | 1  | 3  | 1  | 3  | 2  | 1   | 40,0% |
| 9      | Japón           | 7   | 4  | 2  | 1  | 1  | 4  | 2  | 2   | 58,3% |
| 10     | Chile           | 6   | 4  | 2  | 0  | 2  | 3  | 5  | -2  | 50,0% |
| 11     | Portugal        | 5   | 4  | 1  | 2  | 1  | 7  | 1  | 6   | 41,7% |
| 12     | Estados Unidos  | 5   | 4  | 1  | 2  | 1  | 5  | 5  | 0   | 41,7% |
| 13     | Inglaterra      | 5   | 4  | 1  | 2  | 1  | 3  | 5  | -2  | 41,7% |
| 14     | México          | 4   | 4  | 1  | 1  | 2  | 4  | 5  | -1  | 33,3% |
| 15     | Corea del Sur   | 4   | 4  | 1  | 1  | 2  | 6  | 8  | -2  | 33,3% |
| 16     | Eslovaquia      | 4   | 4  | 1  | 1  | 2  | 5  | 7  | -2  | 33,3% |
| 17     | Costa de Marfil | 4   | 3  | 1  | 1  | 1  | 4  | 3  | 1   | 44,4% |
| 18     | Eslovenia       | 4   | 3  | 1  | 1  | 1  | 3  | 3  | 0   | 44,4% |
| 19     | Suiza           | 4   | 3  | 1  | 1  | 1  | 1  | 1  | 0   | 44,4% |
| 20     | Sudáfrica       | 4   | 3  | 1  | 1  | 1  | 3  | 5  | -2  | 44,4% |
| 21     | Australia       | 4   | 3  | 1  | 1  | 1  | 3  | 6  | -3  | 44,4% |
| 22     | Nueva Zelanda   | 3   | 3  | 0  | 3  | 0  | 2  | 2  | 0   | 33,3% |
| 23     | Serbia          | 3   | 3  | 1  | 0  | 2  | 2  | 3  | -1  | 33,3% |
| 24     | Dinamarca       | 3   | 3  | 1  | 0  | 2  | 3  | 6  | -3  | 33,3% |
| 25     | Grecia          | 3   | 3  | 1  | 0  | 2  | 2  | 5  | -3  | 33,3% |
| 26     | Italia          | 2   | 3  | 0  | 2  | 1  | 4  | 5  | -1  | 22,2% |
| 27     | Nigeria         | 1   | 3  | 0  | 1  | 2  | 3  | 5  | -2  | 11,1% |
| 28     | Argelia         | 1   | 3  | 0  | 1  | 2  | 0  | 2  | -2  | 11,1% |
| 29     | Francia         | 1   | 3  | 0  | 1  | 2  | 1  | 4  | -3  | 11,1% |
| 30     | Honduras        | 1   | 3  | 0  | 1  | 2  | 0  | 3  | -3  | 11,1% |
| 31     | Camerún         | 0   | 3  | 0  | 0  | 3  | 2  | 5  | -3  | 0,0%  |
| 32     | Corea del Norte | 0   | 3  | 0  | 0  | 3  | 1  | 12 | -11 | 0,0%  |